# بنوآ سالمون
بنوآ سالمون (فرانسوی: Benoît Salmon‎؛ زادهٔ ۹ مهٔ ۱۹۷۴) دوچرخه‌سوار اهل فرانسه است.